# گو شوئسونگ
گو شوئسونگ (چینی: 顾雪松; پین‌یین: Gù Xuěsōng؛ زادهٔ ۲۱ ژوئن ۱۹۹۳) کماندار اهل چین است.
وی در مسابقات کشوری و بین‌المللی در مجموع برندهٔ ۱ مدال طلا، ۱ مدال برنز شده‌است.